# Louise Robinson
Louise Robinson (ur. 1 grudnia 1965 w Mirfield) – brytyjska kolarka przełajowa i górska, srebrna medalistka przełajowych mistrzostw świata.

## Kariera
Największy sukces w karierze Louise Robinson osiągnęła w 2000 roku, kiedy zdobyła srebrny medal w kategorii elite podczas przełajowych mistrzostw świata w Sint-Michielsgestel. W zawodach tych wyprzedziła ją jedynie Niemka Hanka Kupfernagel, a trzecie miejsce zajęła kolejna reprezentantka Holandii, Daphny van den Brand. Była także szósta na mistrzostwach świata w Taborze w 2001 roku oraz na rozgrywanych trzy lata późnej mistrzostwach świata w Pontchâteau. Nigdy nie znalazła się w pierwszej dziesiątce klasyfikacji generalnej Pucharu Świata w kolarstwie przełajowym. W latach 2004 i 2005 była mistrzynią Wielkiej Brytanii i w kolarstwie przełajowym. W 2000 roku wzięła udział w wyścigu cross-country podczas igrzysk olimpijskich w Sydney, kończąc rywalizację na piętnastym miejscu.